# Władysławów (gmina)
Władysławów (do 1870 gmina Russocice) – gmina wiejska w województwie wielkopolskim, w powiecie tureckim. W latach 1975–1998 gmina położona była w województwie konińskim.
Siedziba gminy to Władysławów (dawniej siedzibą były Russocice).
Według danych z 30 czerwca 2004 gminę zamieszkiwały 7763 osoby.

## Struktura powierzchni
Według danych z roku 2002 gmina Władysławów ma obszar 90,71 km², w tym:
- użytki rolne: 66%
- użytki leśne: 21%

Gmina stanowi 9,76% powierzchni powiatu.

## Demografia

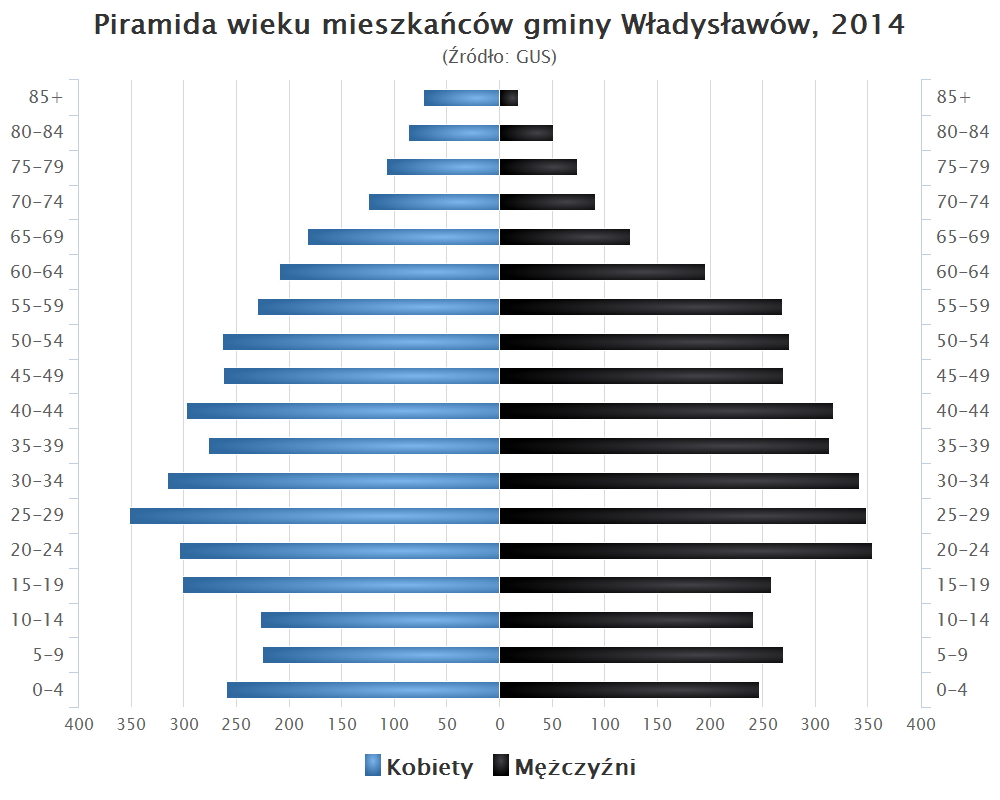
Piramida wieku mieszkańców gminy Władysławów w 2014 roku

Dane z 30 czerwca 2004:
| Opis                              | Ogółem | Ogółem | Kobiety | Kobiety | Mężczyźni | Mężczyźni |
| --------------------------------- | ------ | ------ | ------- | ------- | --------- | --------- |
| jednostka                         | osób   | %      | osób    | %       | osób      | %         |
| populacja                         | 7763   | 100    | 3917    | 50,5    | 3846      | 49,5      |
| gęstość zaludnienia (mieszk./km²) | 85,6   | 85,6   | 43,2    | 43,2    | 42,4      | 42,4      |

## Ochotnicza Straż Pożarna
- OSP Chylin,
- OSP Jabłonna,
- OSP Kuny,
- OSP Małoszyna,
- OSP Międzylesie,
- OSP Milinów,
- OSP Natalia,
- OSP Polichno,
- OSP Skarbki,
- OSP Władysławów,
- OSP Wyszyna[5]

## Sąsiednie gminy
Brudzew, Kościelec, Krzymów, Tuliszków, Turek